# Dominici János
Dominici János (1356 vagy 1357 – Buda, 1418 vagy 1419) Domonkos-rendi szerzetes, később raguzai érsek és bíboros.

## Élete
Firenzei származású volt. Saját vallomása szerint soha sem volt tanára, hanem minden tudományt magától tanult meg.

## Munkái
Munkái, melyek kéziratban maradtak: Comentarius in Mathaeum és Epistola ad Romanos.